# Леустах IV Ратот
Леустах (IV) Ратот (венг. Rátót nembeli (IV.) Leusták; ? — 1340) — венгерский дворянин, который служил ишпаном графств Шомодь (1333—1340), Тольна (1333—1340), Шопрон и Ваш (1336—1340).

## Семья и карьера
Леустах IV родился во влиятельном и знатном венгерском роде (клане) Ратот. Один из сыновей Роланда II Ратота (? — 1307), который служил палатином Венгрии на рубеже XIII—XIV веков. У него было три брата. Самый старший из них, Дезидерий II, был предком знатного рода Jolsvai (ранее Гедеи), который угас в 1427 году. Его другой брат, Роланд III Ратот, предшествовал ему как ишпан двух комитатов в Западной Венгрии (Шопрон и Ваш). Третий брат, Иштван III, упоминался только один раз в 1321 году.
Братья впервые появляются в исторических актах в 1321 году. Несмотря на то, что их отец был важным доверенным лицом короля Карла Роберта вплоть до его смерти в 1307 году, его сыновья Роланд III и Леустах IV не были включены в группу баронов. После того, как палатин Венгрии Янош I Другет уехал из Венгрии в Неаполь в 1333 году, Леустах Ратот был назначен ишпаном комитатов Шомодь и Тольна в том году. Вполне вероятно, что он занимал обе должности без перерыва до своей смерти, хотя его дальний родственник Оливер Пакси, также происходивший из клана Ратот, также был назван ишпаном из комитата Шомодь в некоторых исторических документах летом 1336 года.
После смерти своего брата Роланда III во второй половине 1336 года, Леустах Ратот был назначен ишпаном комитатов Шопрон и Ваш (обе должности были объединены в 1330 году). Когда венгерский король Карл I Роберт окончательно победил клан Кёсеги, заключивший союз с герцогами Австрии, он подписал мирный договор с австрийскими герцогами Альбрехтом и Оттоном, который был подписан 11 сентября 1337 года и запрещал как герцогам, так и Карлу предоставлять убежище мятежным подданным другой стороны. В соответствии с договором, замок Шварценбах тоже попал под венгерскую юрисдикцию. Леустах был назван кастеляном Шварценбаха в документе, выпущенном 4 октября 1337 года.